# Sclerophrys pentoni
Espèce
Synonymes
- Bufo pentoni Andersson, 1893
- Amietophrynus pentoni (Andersson, 1893)

Statut de conservation UICN

 LC  : Préoccupation mineure
Sclerophrys pentoni est une espèce d'amphibiens de la famille des Bufonidae.

## Répartition
Cette espèce se rencontre au Sénégal, en Gambie, en Mauritanie, au Mali, en Guinée, au Burkina Faso, au Ghana, au Bénin, au Nigeria, au Niger, au Cameroun, au Soudan, au Soudan du Sud, en Érythrée et à Djibouti.
Sa présence est incertaine en Côte d'Ivoire, au Togo, au Tchad, en République centrafricaine, en Éthiopie et en Somalie.

## Description
Les mâles mesurent de 54 à 74 mm et les femelles de 58 à 95 mm.

## Étymologie
Cette espèce est nommée en l'honneur du docteur Richard Hugh Penton, Surgeon-Captain dans l'armée britannique.

## Publication originale
- Anderson, 1893 : On a new Species of Zamenis and a new Species of Bufo from Egypt. Annals and magazine of natural history, sér. 6, vol. 12, p. 439-440 (texte intégral).